# Верхнерейнско-алеманнский диалект

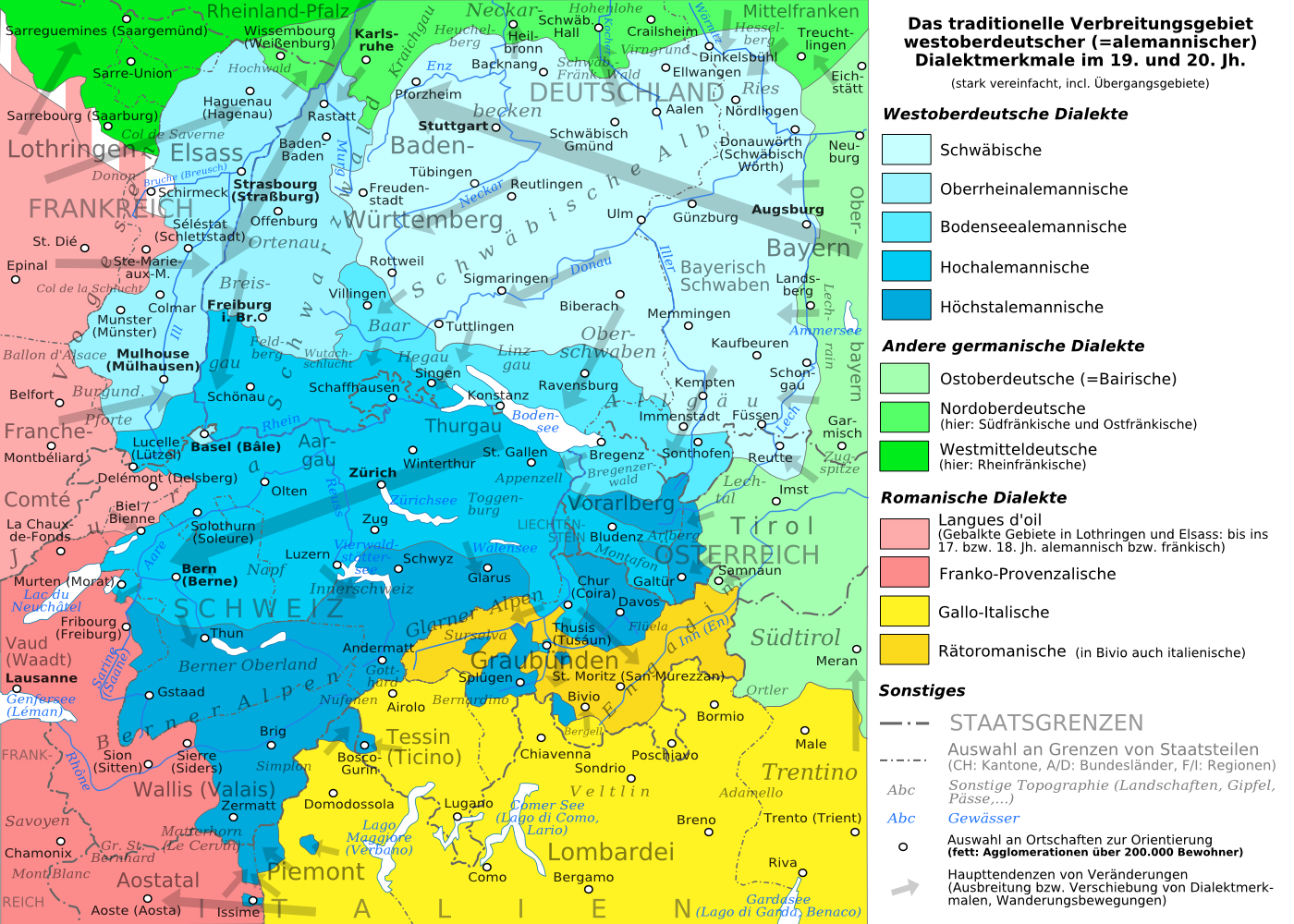
Алеманнские диалекты.

Верхнерейнско-алеманнский диалект (нем. Oberrheinalemannisch, алем. нем. Oberrhiinalemannisch) — диалект (диалектная группа) в составе нижнеалеманнских диалектов алеманнского диалекта немецкого языка.
Распространён на юго-западе Баден-Вюртемберга (в Германии), в Эльзасе (во Франции), а также в Базеле (в Швейцарии).

## Структура
Верхнерейнско-алеманнский диалект включает следующие диалекты (поддиалекты):
- Баденский диалект (Badisch) —  юго-запад Баден-Вюртемберга (исторический регион Баден — между городов Фрайбург в Брайсгау, на юге, и Баден-Баден и Раштатт, на севере, — Германия
- Эльзасский диалект (Elsässisch) — северная и средняя части региона Эльзас (до Мюлуза на юге) во Франции
- Базельский диалект (Baseldeutsch) — кантон Город Базель в Швейцарии.